# Sarah Ulrich
Sarah Kaleesha Ulrich (* 13. November 1988 in Friedberg) ist eine deutsche Schauspielerin.

## Leben
Kurz nach ihrem Realschulabschluss wurde Sarah Ulrich 2005 für die Daily Soap Unter uns entdeckt. Sie spielte von Dezember 2005 bis November 2009 die Rolle der Romy Sturm, die zuvor von Nike Martens verkörpert wurde. Die letzte Folge mit Ulrich strahlte RTL am 2. November 2009 aus. Ab Oktober 2012 war sie in mehreren Werbespots des Elektronikhandels Media-Markt zu sehen.

## Filmografie (Auswahl)
- 2005–2009: Unter uns
- 2011–2012: Ein Fall für die Anrheiner
- 2012: Alarm für Cobra 11 – Die Autobahnpolizei
- 2013: Inga Lindström – Das Geheimnis von Gripsholm
- 2014: Kreuzfahrt ins Glück – Türkei